# Langenberg (Callenberg)
Langenberg ist ein Ortsteil der Gemeinde Callenberg im Landkreis Zwickau (Freistaat Sachsen). Der Ort mit seinem Ortsteil Meinsdorf wurde am 1. Januar 1994 mit zwei weiteren Gemeinden zur Gemeinde Chursbachtal vereinigt, die am 1. Januar 1999 in die Gemeinde Callenberg eingegliedert wurde. In Langenberg befindet sich die Grundschule der Gemeinde Callenberg.

## Geografie

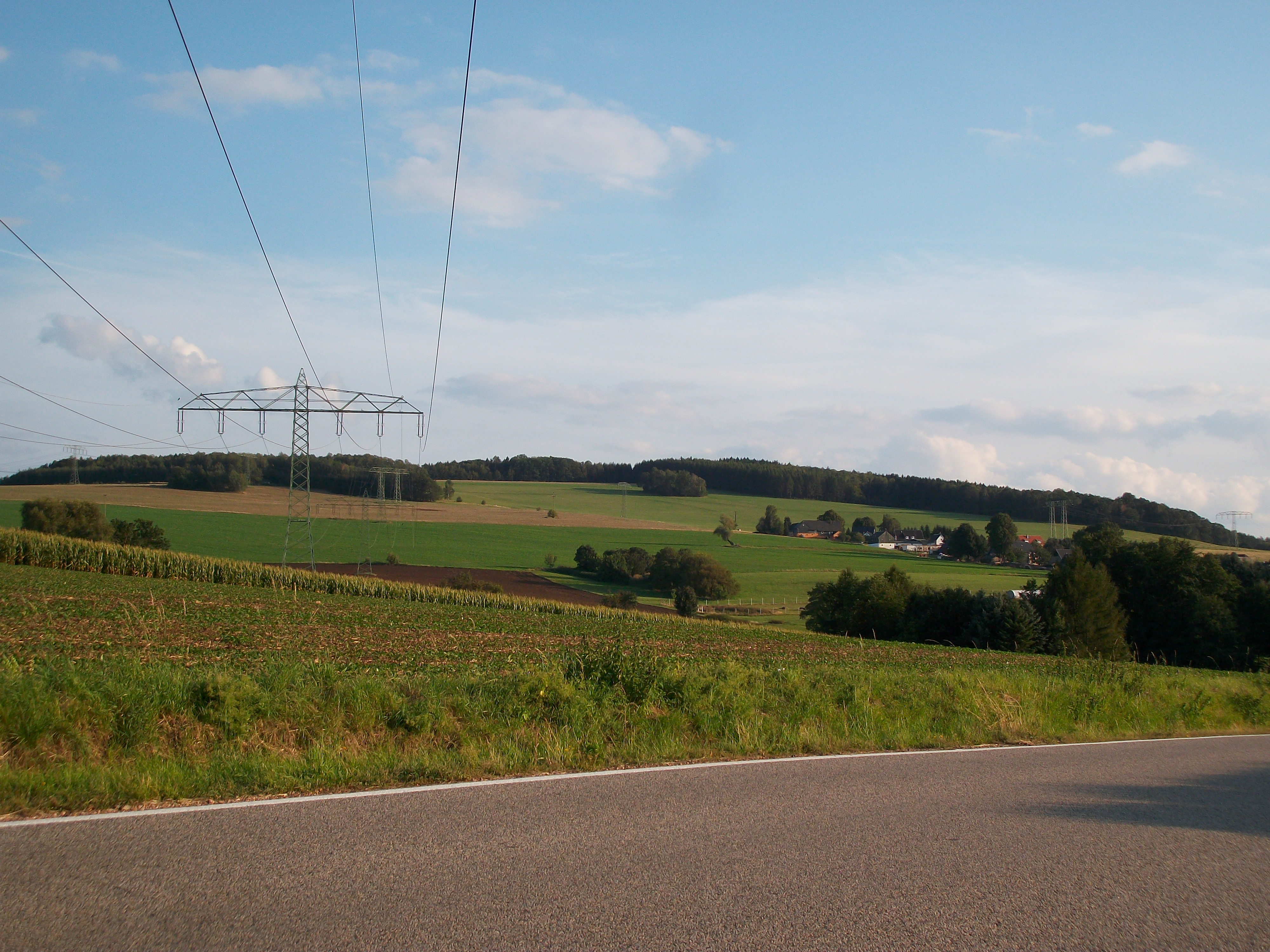
Blick zur Langenberger Höhe

### Geografische Lage und Verkehr
Langenberg liegt im Osten der Gemeinde Callenberg im oberen Teil des Chursbachtals. Durch Langenberg fließt der Langenberger Bach, ein Zufluss der Zwickauer Mulde. Über die in der südlichen Langenberger Flur liegende Siedlung Am Fichtenthal wird Hohenstein-Ernstthal erreicht. Von Fichtenthal führt ein Weg zur Karl-May-Höhle, die im Landschaftsschutzgebiet „Pfaffenberg–Oberwald“ liegt. Der höchste Punkt des Orts und der gesamten Gemeinde Callenberg ist die Langenberger Höhe (484 m ü. NHN), von der man eine gute Sicht über das gesamte Gemeindegebiet und bis in die Leipziger Tieflandsbucht hat.
Über die Nachbarorte Meinsdorf und Pleißa wird die Bundesautobahn 4 mit der Anschlussstelle „Wüstenbrand“ erreicht.

### Nachbarorte
|                       | Falken                                      | Meinsdorf |
| Waldenburger Oberwald | Kompassrose, die auf Nachbargemeinden zeigt | Grüna     |
|                       | Ernstthal                                   |           |

## Geschichte

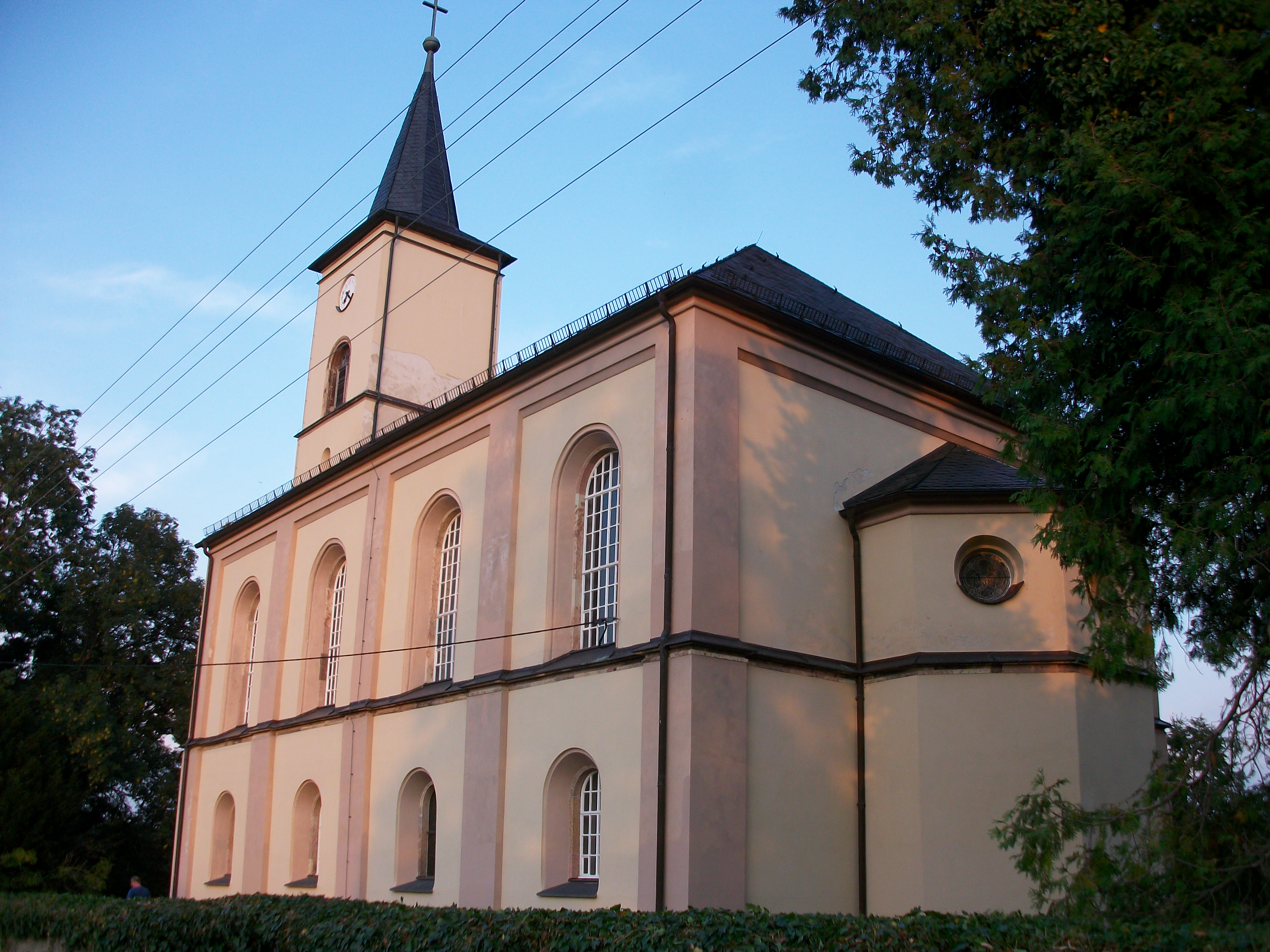
Kirche Langenberg (Callenberg)

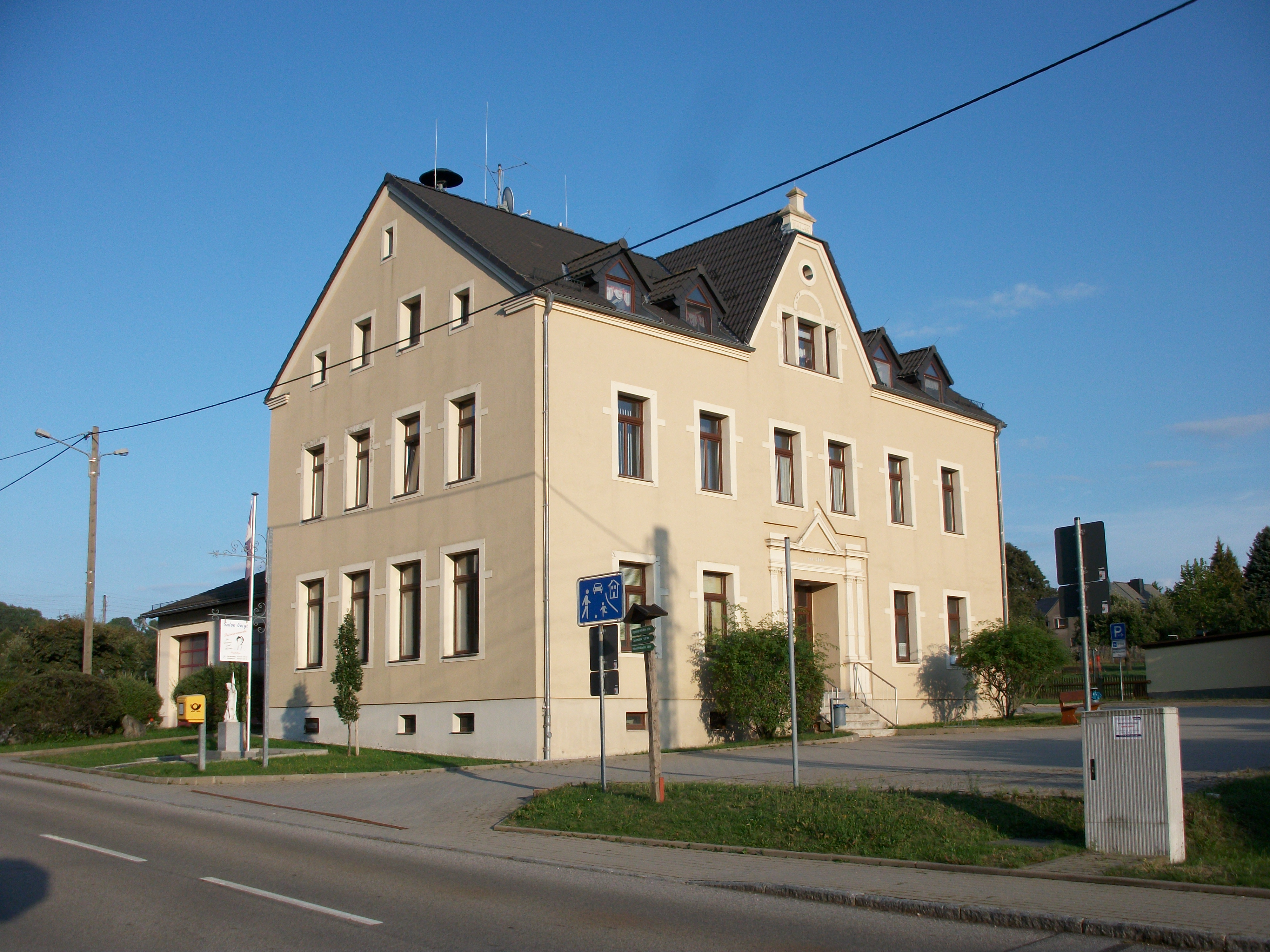
Ortsgemeinschaftszentrum in Langenberg

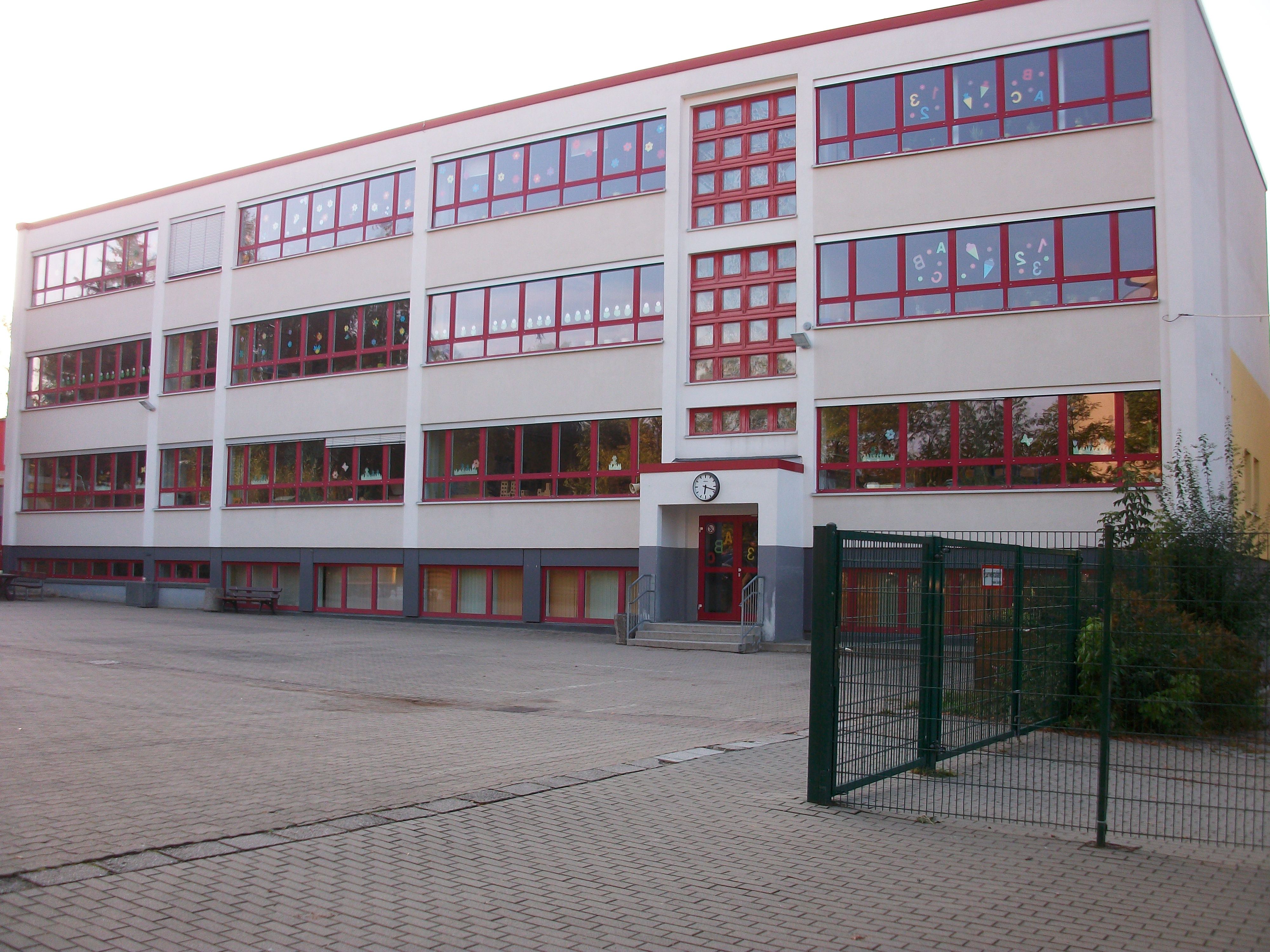
Grundschule Callenberg in Langenberg

Das Waldhufendorf Langenberg wurde zwischen 1183 und 1200 auf Initiative der Herren von Waldenburg durch Ansiedlung fränkischer Bauern aus der Gegend des Siebengebirges und des Siegtals angelegt. Um 1422 wurde der Ort erstmals unter dem Namen auf den Langenbergk erwähnt. Vermutlich existierten schon um 1350 Ansiedlungen von Bergleuten auf Langenberger Flur und um 1400 von Bergleuten, die am benachbarten „Hohen Stein“ nach Silber schürften. Im Jahr 1323 wurde die Langenberger Kirche erstmals erwähnt. Sie war Filialkirche der Kirche in Langenchursdorf.
Bezüglich der Grundherrschaft gehörte Langenberg ab 1482 bis ins 19. Jahrhundert zum Rittergut Callenberg, welches wiederum als Vasallengericht unter der Verwaltung der schönburgischen Herrschaft Waldenburg stand. Die frondienstpflichtigen Bauern von Langenberg verweigerten während des Schönburgischen Bauernkriegs (1652 bis 1680) ihrem Herrn im Rittergut Callenberg ihrem Herrn die Dienste und verklagten ihn beim Reichskammergericht in Speyer aufgrund übermäßiger Frondienste. Um 1750 wurde in Langenberg die Strumpfwirkerei und die Leinehandweberei eingeführt. Nachdem auf dem Gebiet der Rezessherrschaften Schönburg im Jahr 1878 eine Verwaltungsreform durchgeführt wurde, kam Langenberg im Jahr 1880 zur neu gegründeten sächsischen Amtshauptmannschaft Glauchau. Im Jahr 1885 erfolgte die Gründung der Freiwilligen Feuerwehr Langenberg. Das Grundstück für die neue Schule des Orts wurde 1887 erworben.
Am 15. April 1945 kommen ca. 25 amerikanische Panzer über die Höhe nach Langenberg. Durch die zweite Kreisreform in der DDR kam die Gemeinde Langenberg im Jahr 1952 zum Kreis Hohenstein-Ernstthal im Bezirk Chemnitz (1953 in Bezirk Karl-Marx-Stadt umbenannt). Mit der Gründung des Schulverbands Langenberg/Falken entstand in Langenberg im Jahr 1948 eine achtstufige Grundschule. Der Nachbarort Meinsdorf wurde am 1. März 1974 eingemeindet. Nach der Eröffnung des neuen Schulgebäudes in Langenberg, in dem Schüler aus Langenberg, Falken und Meinsdorf lernten, wurde die bisherige Schule ab 1987 zu einer Bäckerei und zum „Haus der Dienste“ umgebaut.
Die Gemeinde Langenberg mit Meinsdorf kam im Jahr 1990 zum sächsischen Landkreis Hohenstein-Ernstthal, der 1994 im Landkreis Chemnitzer Land bzw. 2008 im Landkreis Zwickau aufging. Am 1. Januar 1994 vereinigten sich die Gemeinden Langenchursdorf,   Falken und Langenberg mit Meinsdorf zur Gemeinde Chursbachtal, welche am 1. Januar 1999 nach Callenberg eingemeindet wurde. Seitdem bilden Langenberg und Meinsdorf zwei von sieben Ortsteilen der Gemeinde Callenberg. Am 1. September 2007 wurde die Mittelschule Langenberg in eine Grundschule verwandelt. In diesem Zuge wurden die Grundschulen in Callenberg und Langenchursdorf geschlossen.

### Kirchengeschichte
Im Jahr 1323 wurde die Langenberger Kirche erstmals erwähnt. Allerdings ist unbekannt, wann die erste Kirche des Orts erbaut wurde. Kirchlich gehörte Langenberg seit jeher zur Parochie Langenchursdorf. In dem ursprünglichen kleinen romanischen Gotteshaus wurden in den Jahren 1503 und 1509 größere Baumaßnahmen durchgeführt. An diese erinnert bis heute die Jahreszahl „1503“ am Altarschrein. Dieser 1510 fertiggestellte „Magdalenenschrein“ wurde in der Werkstatt der Altenburger Schnitzer Jakob und Peter Naumann gefertigt. Der letzte katholische Priester Abrosius Mehell amtierte bis 1519 in der Langenberger Kirche. Mit der Einführung der Reformation um 1530 kamen auch die Einwohner von Meinsdorf zur Langenberger Kirchgemeinde. Am 6. Juni 1841 erfolgte die Loslösung von der Mutterkirchgemeinde in Langenchursdorf und die Bildung der Parochie Langenberg mit Meinsdorf.
Langenberg erhielt im Jahr 1847 ein neues Gotteshaus. Die alte, baufällige Kirche wurde abgerissen. Das neue Gotteshaus wurde mit einer Kreutzbach-Orgel ausgestattet. Der Magdalenenschrein aus der alten Kirche wurde auf den Altar gesetzt. Ebenso wurden die Glocken und die Turmuhr aus der alten Kirche übernommen, jedoch 1878 durch ein neues Geläut ersetzt. Die wegen Baufälligkeit im Jahr 1933 umfassend renovierte Kirche erfuhr im darauffolgenden Jahr einen Dachstuhlbrand, bei dem auch die Kreutzbach-Orgel aufgrund des Löschwassers Schaden erlitt. Daraufhin erhielt die Langenberger Kirche eine Jehmlich-Orgel. Im Jahr 1966 erhielt das Gotteshaus eine neue Turmuhr. Im Jahr 1994 vereinigten sich die Kirchgemeinden Langenchursdorf/Falken und Langenberg/Meinsdorf nach fast 153 Jahren der Trennung wieder, sodass nun das gesamte Chursbachtal wieder eine Kirchgemeinde bildet. Am 23. August 2009 wurde an der Kirche eine Gedenktafel für den Sozialreformer Friedrich Naumann angebracht, der zwischen 1886 und 1890 als Pfarrer in Langenberg tätig war.

## Persönlichkeiten, die mit dem Ort in Verbindung stehen
- Friedrich Naumann, 1886–1889 Pfarrer in Langenberg